# Phytomyza atricornis
Phytomyza atricornis este o specie de muște din genul Phytomyza, familia Agromyzidae, descrisă de Johann Wilhelm Meigen în anul 1838. Conform Catalogue of Life specia Phytomyza atricornis nu are subspecii cunoscute.